# Martha Flores
Martha Flores (Cárdenas, 27 de diciembre de 1928 - Miami, 18 de julio de 2020) fue una locutora de radio, periodista y cantante cubana, conocida por su carrera en los Estados Unidos, donde era conocida como la «Reina de la Noche» y como una de las figuras del exilio cubano.

## Biografía

### Primeros años y carrera
Nació en Cárdenas, provincia de Matanzas (Cuba) el 27 de diciembre de 1928 y a edad temprana su familia se trasladó a La Habana. En 1959 se graduó como locutora en la Universidad de La Habana.
Cuando Fidel Castro llegó al poder en 1959, Flores decidió abandonar su país natal para continuar su carrera en tierras estadounidenses. Según Flores, «dejé a mi patria porque conocía la trayectoria de Fidel Castro desde la Universidad de La Habana y sabía que el futuro no iba a ser bueno para Cuba». Radicada en la ciudad de Miami, se vinculó con la radio hispana en esa ciudad, debutó con el primer programa de radio presentado por una mujer en la capital de Florida.
Vinculada profesionalmente con la cadena de radio Univisión y especialmente con la emisora Radio Mambí 710 AM, Flores presentó La noche y usted, programa donde abordaba temas de interés para los exiliados cubanos en los Estados Unidos. También se desempeñó como activista de los derechos de los emigrantes latinos, creó la fundación La Rosa Blanca para atender las necesidades de esta población, además de trabajar en causas como la liga contra el cáncer y la liga contra la ceguera, entre otras.

### Enfermedad y fallecimiento
A finales de mayo de 2020 se le diagnosticó cáncer de páncreas. Inició al poco tiempo un tratamiento de radioterapia. A pesar de su enfermedad, siguió presentando su programa nocturno, grabó la última edición el 17 de julio del mismo año. Falleció el 18 de julio de 2020, la noticia fue confirmada por su familia y por la cadena Univisión Miami.